# Großes Bruch bei Wulferstedt
Großes Bruch bei Wulferstedt este o arie protejată (arie specială de conservare — SAC, sit de importanță comunitară — SCI) din Germania întinsă pe o suprafață de 86 ha, integral pe uscat.

## Localizare
Centrul sitului Großes Bruch bei Wulferstedt este situat la coordonatele 52°01′43″N 11°08′53″E / 52.0286°N 11.1481°E.

## Înființare
Situl Großes Bruch bei Wulferstedt a fost declarat sit de importanță comunitară în octombrie 2000 pentru a proteja 6 specii de animale. Situl a fost protejat și ca arie specială de conservare în decembrie 2018.

## Biodiversitate
Situată în ecoregiunea atlantică, aria protejată conține 1 habitat natural: Cursuri de apă de la nivel de câmpie la nivel montan, cu vegetație Ranunculion fluitantis și Callitricho-Batrachion.
La baza desemnării sitului se află mai multe specii protejate:
- mamifere (1): vidră de râu (Lutra lutra)
- nevertebrate (2): Coenagrion mercuriale, Vertigo angustior
- pești (3): avat (Aspius aspius), țipar (Misgurnus fossilis), boarță (Rhodeus amarus)

Pe lângă speciile protejate, pe teritoriul sitului au mai fost identificate 5 specii de amfibieni, 2 specii de mamifere, 12 specii de nevertebrate, 2 specii de pești, 1 specie de reptile.